# Шамиев, Ахмет
Ахмет Шамиев (каз. Ахмет Шәмиев; 11 июля 1908, Джаркент — 14 июня 1983, Алма-Ата, Казахская ССР) — уйгурский советский актёр и певец, народный артист Казахской ССР (1970), заслуженный артист Казахской ССР (1958).

## Биография
Родился в семье батрака-бедняка.
Творческий путь начал в 1925 году в Джаркентском драматическом кружке.
В 1935—1983 годах — актёр Уйгурского музыкально-драматического театра. Дебютировал на профессиональной сцене в роли Мухпулы в музыкальной драме Анархан Д. Асимова и А. Садырова, затем исполнял роль батрака Сеита в этом же спектакле. Среди других значимых ролей: Аббас («Герип и Санам» И. Саттарова и В. И. Дьякова), Аскер («Аршин мал алан» У. А. Гаджибекова), Кодар («Козы Корпеш — Баян сулу» Г. М. Мусрепова), Назар Дума («Свадьба в Малиновке» Б. А. Александрова и Л. А. Юхвида), Карабатыр («Тахир и Зухра» С. Абдуллы), Жевакин («Женитьба» Н. В. Гоголя), Отелло («Отелло» У. Шекспира), Хаджи («Нурхон» К. Яшена), Заргаров («Больные зубы» А. Каххара) и другие.
Участвовал в Великой Отечественной войне. В годы войны завоевал популярность как исполнитель песен народов СССР. Является автором песен «Казахстан», «Родина», «Колхоз», «Гудок», «Любовь моя» и других.
С 1957 года снимался в кино, среди киноролей: Нурмаганбет («Его время придёт», 1957), Азим («Мы из Семиречья», 1958), Серкебай («Если бы каждый из нас», 1961), Ахметжан («Год дракона», 1981) и другие.
С 1945 года являлся членом Компартии.

## Награды
- Народный артист Казахской ССР (1970)
- Орден «Знак Почёта» (3 января 1959) — за выдающиеся заслуги в развитии казахского искусства и литературы и в связи с декадой казахского искусства и литературы в гор. Москве
- Заслуженный артист Казахской ССР (1958)
- Медали[1]